# Аминтаева, Аза Магомедовна
А́за Магоме́довна Аминта́ева (1 апреля 1920, Дзауджикау — 1997, Москва) — советская и российская пианистка, концертмейстер. Заслуженный работник культуры РСФСР  (1971), Народная артистка Дагестанской АССР (1971).

## Биография
Аза Магомедовна Аминтаева родилась 1 апреля 1920 года в городе Дзауджикау (ныне — Владикавказ). Получила начальное музыкальное образование в Махачкале. В 1941 году окончила Музыкальное училище при Московской консерватории, 1949 году — Московскую консерваторию по классу Якова Владимировича Флиера. Училась концертмейстерскому мастерству у Сергея Михайловича Симонова. 
Аза Аминтаева работала:
- в 1937—1941 годах — концертмейстером в НИИ инженерной техники РККА в Москве;
- в 1942 году — в театре «Сатиры и обозрения» в Саратове;
- в 1943 году — в Малом симфоническом оркестре Северо-Осетинского Радиокомитета в Орджоникидзе (ныне — Владикавказ);
- в 1946—1949 годах — в Министерстве автомобильной промышленности в Москве;
- в 1947—1949 годах — в училище при Московской консерватории;
- в 1950—1953 годах — в Ансамбле песни и пляски Военно-морских сил СССР;

С 1953—1993 годах работала в Московской консерватории. Здесь она вела классы вокала и духовых инструментов, была председателем Совета концертмейстеров. Долгое время работала в классе Мстислава Леопольдовича Ростроповича. Он считал её одной из лучших пианисток-ансамблисток в стране. Вместе с Ростроповичем и его учениками Аза Аминтаева осуществила многочисленные гастрольные поездки по стране и за рубежом. Она была первой исполнительницей произведений А. И. Хачатуряна, Д. Д. Шостаковича, С. А. Габайдулиной, Т. Н. Хренникова, Д. Б. Кабалевского, А. А. Бабаджаняна и других.
Отмечена почетными дипломами и грамотами многочисленных конкурсов.